# Hamza El Moussaoui
Hamza El Moussaoui (Castillejos, 7 de abril de 1993) es un futbolista marroquí que juega en la demarcación de lateral izquierdo para el RS Berkane del Liga de Fútbol de Marruecos.

## Selección nacional
Hizo su debut con la selección de fútbol de Marruecos el 18 de enero de 2021 en un encuentro del Campeonato Africano de Naciones de 2020 contra Togo que finalizó con un resultado de 1-0 a favor del combinado marroquí tras el gol de Yahya Jabrane. Tras seis partidos disputados en el Campeonato Africano de Naciones de 2020, ganó el título.

### Goles internacionales
| # | Fecha               | Estadio                                   | Oponente | Gol | Resultado | Competición                             |
| - | ------------------- | ----------------------------------------- | -------- | --- | --------- | --------------------------------------- |
| 1 | 16 de enero de 2021 | Stade de la Réunification, Duala, Camerún | Togo     | 1-3 | 2-5       | Campeonato Africano de Naciones de 2020 |

## Clubes
| Club                   | País      | Año       | Partidos | Goles |
| ---------------------- | --------- | --------- | -------- | ----- |
| Mogreb Atlético Tetuán | Marruecos | 2015-2018 | 68       | 6     |
| FAR Rabat              | Marruecos | 2018-2019 | 23       | 1     |
| Mogreb Atlético Tetuán | Marruecos | 2019-2021 | 58       | 5     |
| RS Berkane             | Marruecos | 2021-     | 31       | 2     |